# 이소제
이소제(李少悌, 1875년 11월 7일~1919년 4월 1일)는 유관순의 어머니다.

## 사망
남편 유중권 등과 함께 아우내장터에서 독립운동 시위를 열었다가 사망하였다.

## 가족
가족으로는 딸 유관순과 아들 유우석 등이 있다.

## 같이 보기
- 독립운동가
- 어머니
- 유중권
- 유관순
- 유우석
- 유인석
- 유관석